# Yoichi Takata
Yoichi Takata (japanska: 高田 与市), född 1908 i Juzjno-Sachalinsk, var en japansk backhoppare. Han deltog i det olympiska spelen i Lake Placid 1932 i backhoppning och kom på 31:a plats.